# Operace Bioscop

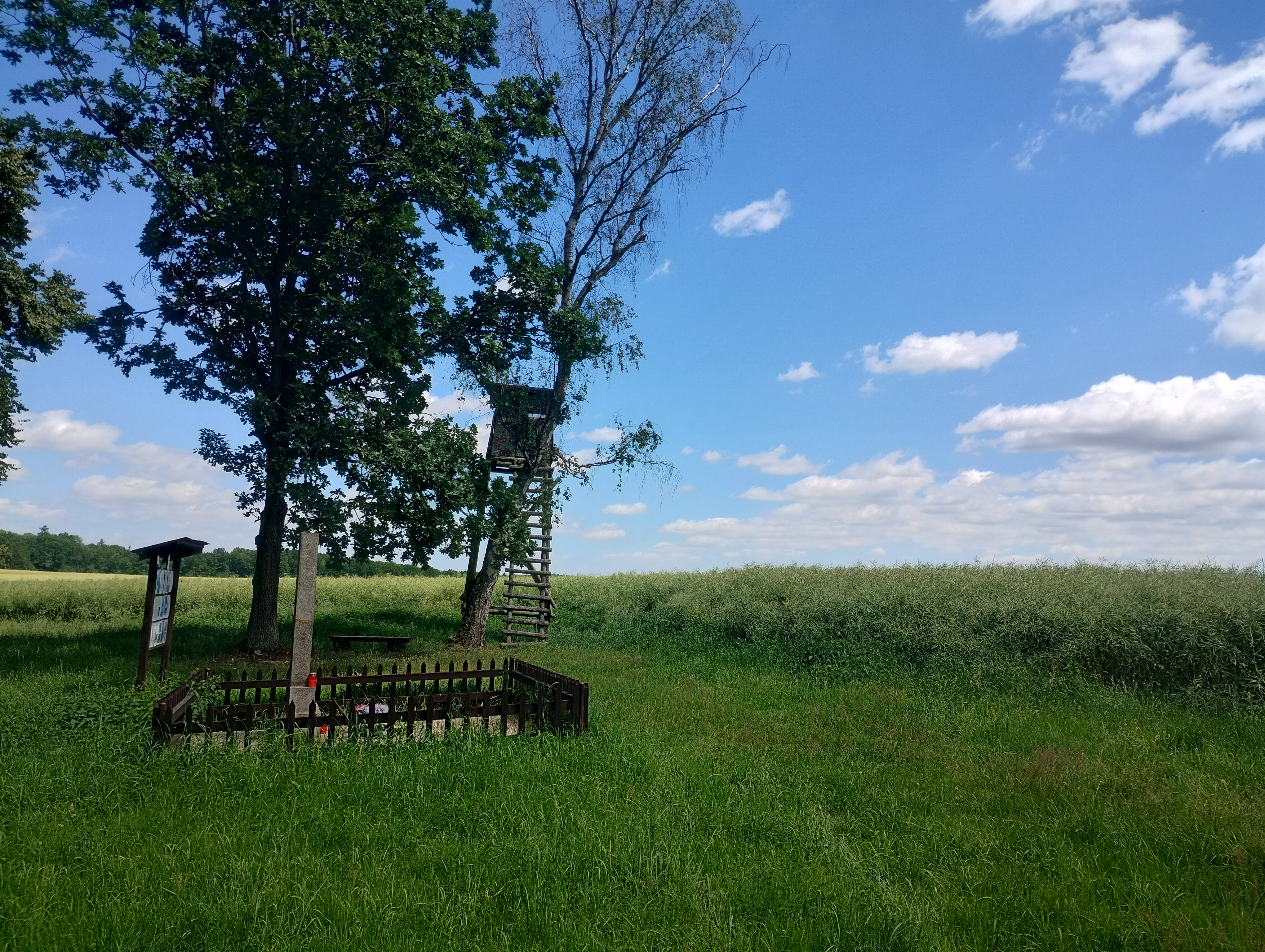
Místo vysazení u osady Požáry u Křivoklátu (s informační tabulí a pomníčkem Arnošta Mikše)

Operace Bioscop byl krycí název pro paradesantní výsadek vyslaný během II. světové války z Anglie na území Protektorátu Čechy a Morava. Výsadek byl organizován zpravodajským odborem exilového Ministerstva národní obrany a byl řazen do první vlny výsadků.

## Složení a úkoly
Výsadek byl tvořen rotným Bohuslavem Koubou (velitel), četařem aspirantem Josefem Bublíkem a četařem Janem Hrubým. Skupina měla za úkol společně se skupinou Bivouac provádět sabotáže v továrnách, zejména ve Zbrojovce ve Vsetíně a na vybraných tratích na Moravě.

Členové paradesantního výsadku
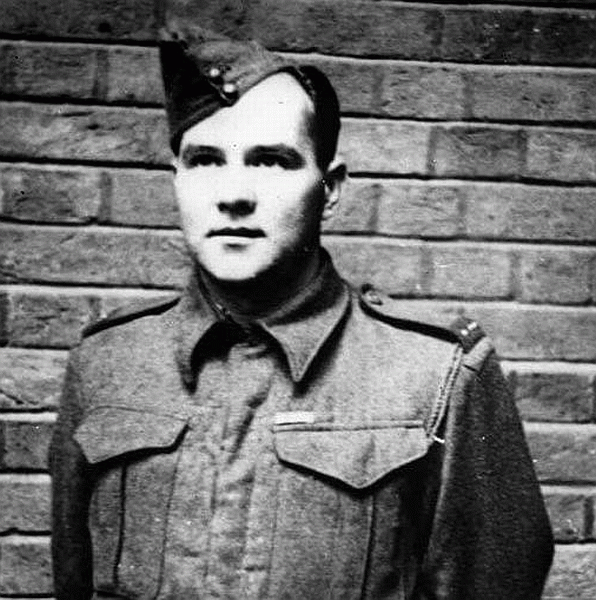
Rotný Bohuslav Kouba, velitel výsadku
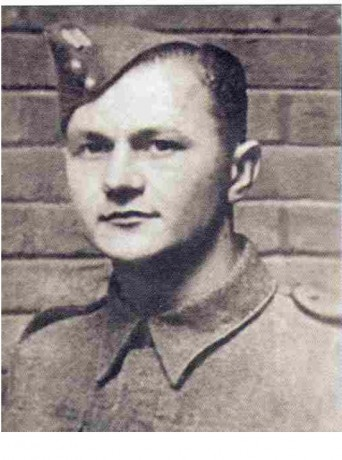
Četař aspirant Josef Bublík
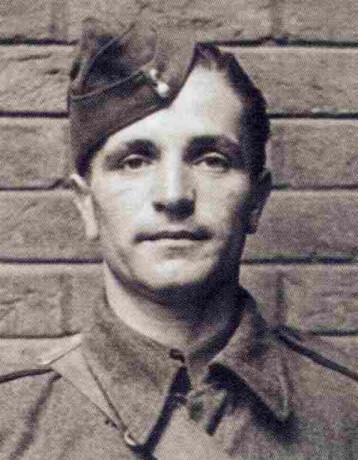
Četař Jan Hrubý

## Činnost
Příslušníci výsadku byli společně s příslušníky Steelu a Bivouacu vysazeni v noci ze 27. na 28. dubna 1942 u osady Požáry u Křivoklátu. Na místě zakopali kontejner s materiálem, který si přinesli s tím, že se pro něj později vrátí (materiál později zajistilo gestapo). Poté se přesunuli ke Slanému, kde se rozdělili.
Kouba v Praze našel Opálku. Vyzvednutím ukrytého materiálu byl pověřen Arnošt Mikš z výsadku Zinc, který se na místo vydal s místním odbojářem Josefem Kusým. To se jim nepodařilo, na místě došlo k přestřelce, při které Mikš zastřelil strážmistra Františka Ometáka, těžce zranil četnického praporčíka Václava Komínka a sám raněný spáchal na místě sebevraždu. Ukrytý materiál gestapo našlo podle plánku, který měl Mikš u sebe. U Mikše našlo gestapo i Koubovu fotografii připravenou pro výrobu dalších falešných dokladů a informaci, že Mikš chce poslat Koubu do Kutné Hory na tamní četnickou stanici za spojkou svého bratra. 2. května 1942 se vydal Bohuslav Kouba do Kutné hory a druhý den dopoledne na se vydal k četnické stanici. Tam už mezitím gestapo provedlo prohlídku. Bohužel Kouba narazil na jediného aktivního kolaboranta s nacisty na zdejší četnické stanici, štábního strážmistra Jaroslava Bláhu a byl zadržen. Nestřílel, protože nedokázal zabíjet Čechy. Dokonce odmítl i pozdější nabídku jednoho z četníků, aby ho praštil a utekl. Rotný Bohuslav Kouba rozkousl ampulku s jedem, zemřel po převozu do nemocnice.
Bublík s Hrubým se nejprve přihlásili u kontaktu v Uherském Hradišti. Kontaktní osoba však již byla ve vězení. Vrátili se tedy do Prahy, kde se připojili k dalším výsadkářům a po atentátu na Heydricha zahynuli v pravoslavném chrámě sv. Cyrila a Metoděje.

## Galerie

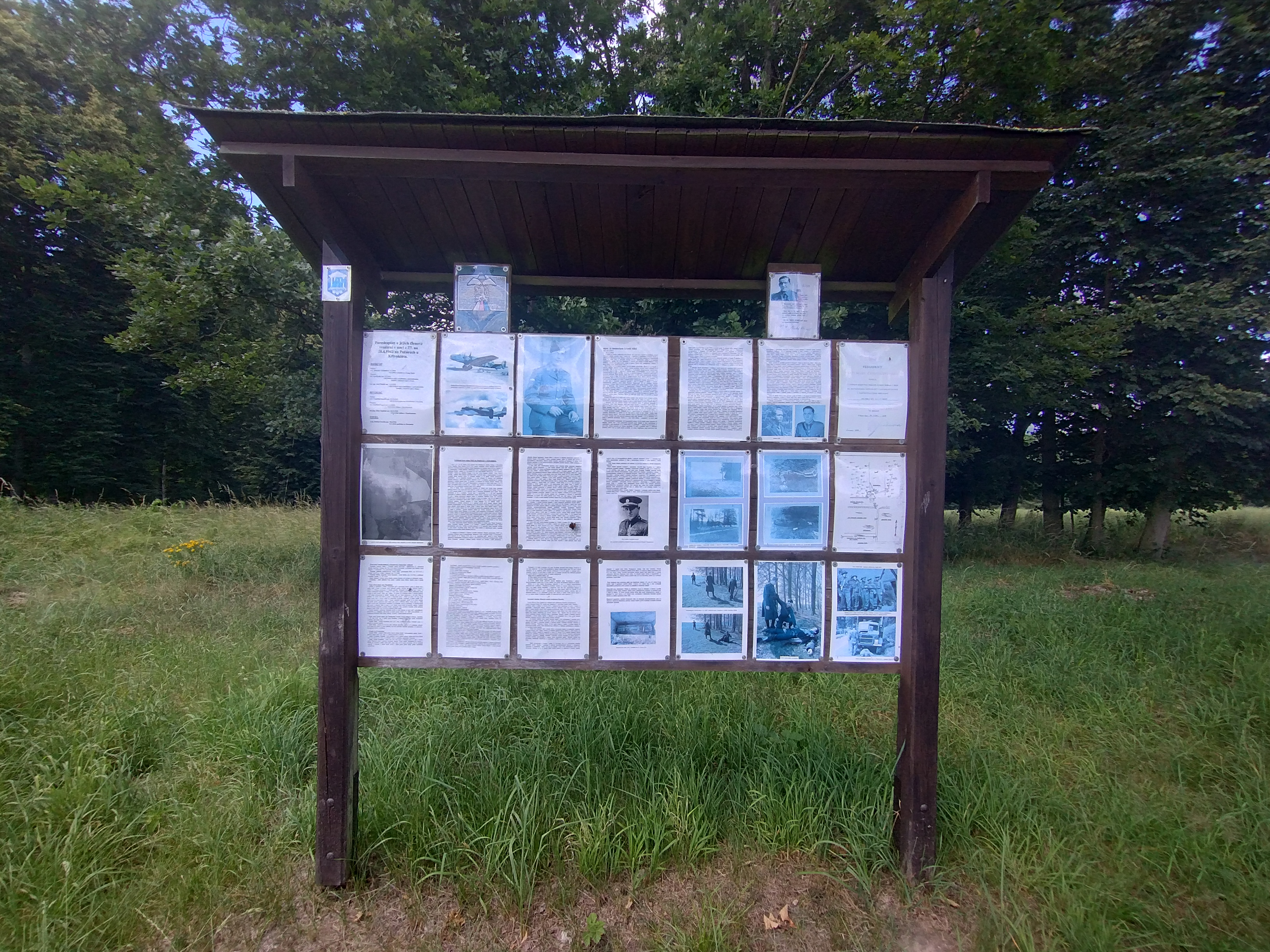
Informační tabule u místa vysazení, Požáry na Křivoklátsku
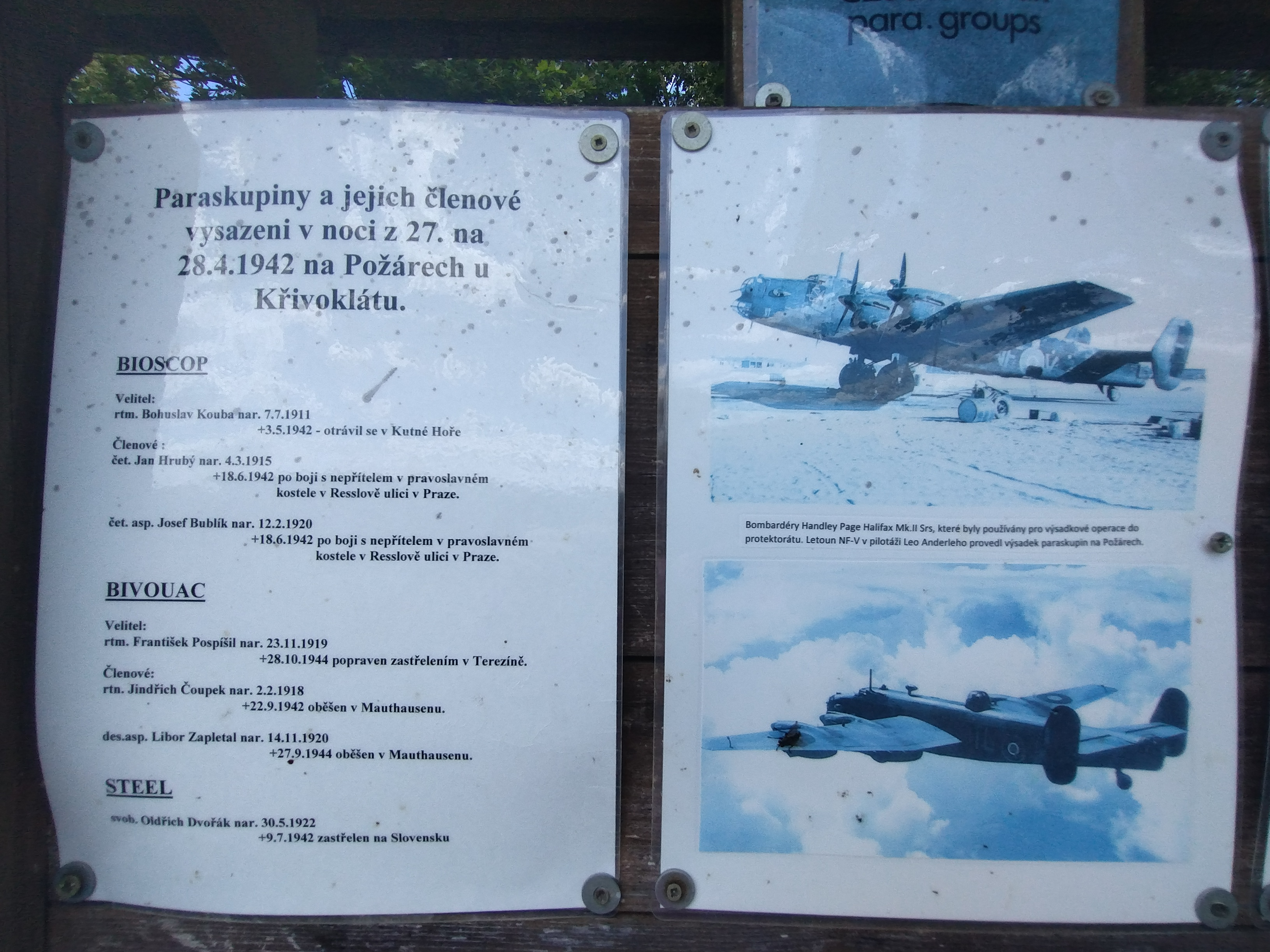
Detail části informační tabule
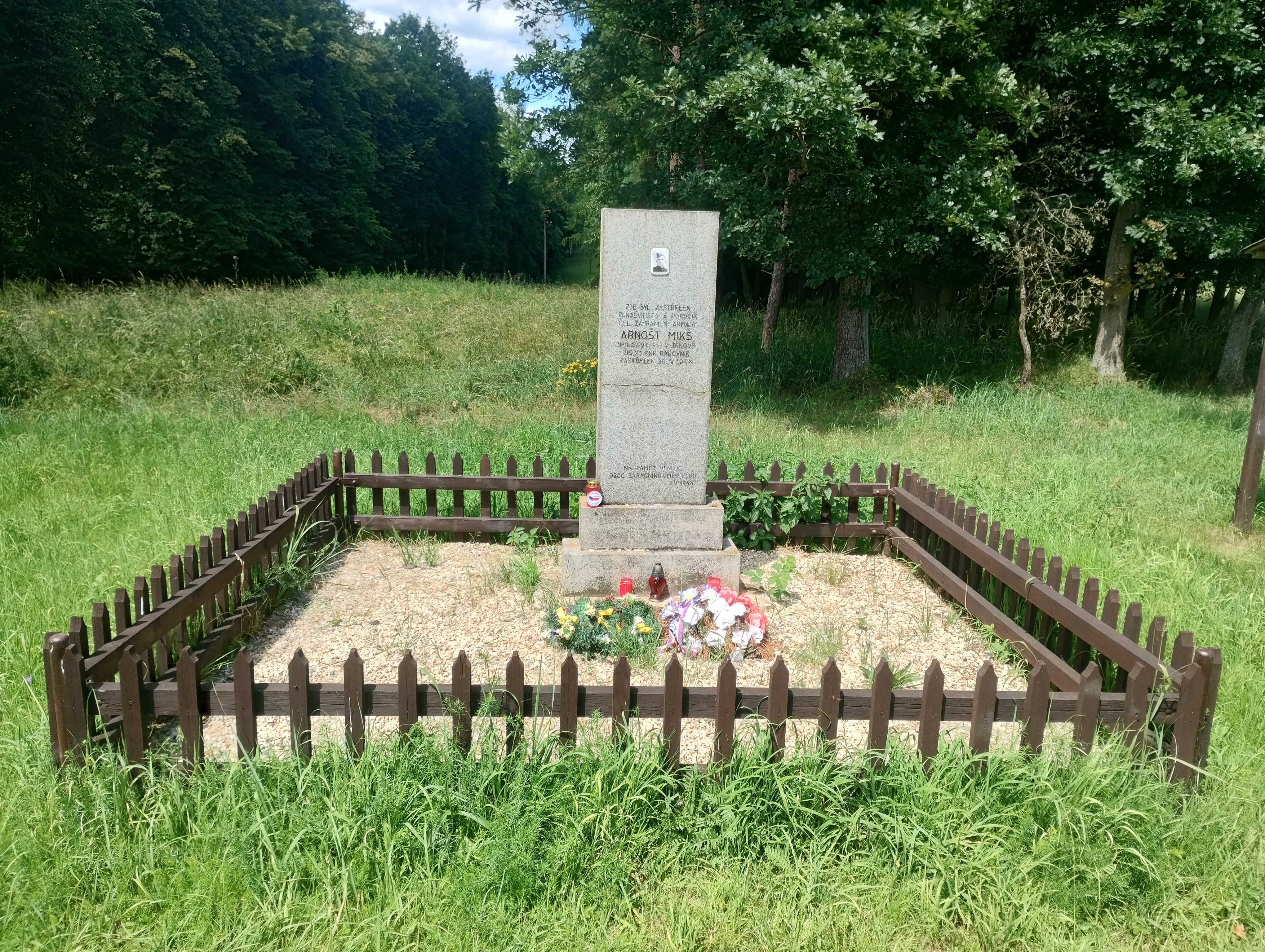
Pomníček Arnošta Mikše u Požárů na Křivoklátsku